# Липа Ариости
Филипа Ариости (на италиански: Filippa Ariosti), известна с псевдонима „Липа“ (Lippa; *, Болоня; † 27 ноември 1347, Ферара, Херцогство Ферара), е италианска аристократка, метреса и съпруга на маркиза на Ферара Обицо III д'Есте.

## Произход
Тя е дъщеря на Якопо Ариости, благородник от Болоня.

## Биография
Запознава се с Обицо III д’Есте, маркиз на Ферара и съпруг на Якопа Пеполи, докато той живее в Болоня поради конфликти с папа Йоан XXII, и става негова метреса. След като се помирява с папата през 1329 г., Обицо III моли Липа да го последва във Ферара.
Вероятно има две резиденции във Ферара, които обитава по различно време – на улица „деле Векие“ и на улица „дел Карбоне“.
Тя е негова метреса до смъртта си, когато той се жени за нея през 1347 г. на смъртния ѝ одър, за да узакони десетте им извънбрачни деца, всичките узаконени с папска була.

## Брак и потомство
∞ 27 ноември 1347 във Ферара за Обицо III д’Есте (* 14 юли 1294, Ферара; † 20 март 1352, пак там), маркиз на Ферара (1317 – 1352), господар на Модена (1336 – 1352) и на Парма (1344 – 1346), от когото има шест сина и четири дъщери:
- Беатриче д’Есте (* 1332, † 1387), ∞ 1365 за Валдемар I фон Анхалт-Цербст († 3 септември 1367 или 7 януари 1368), княз на княжество Анхалт-Цербст, от когото няма деца;
- Алда д’Есте (* 18 юли 1333, Ферара; † пр. 26 септември 1381, Мантуа), ∞ 16 февруари 1356 за Луиджи II Гонзага (* 1334, † 1382), капитан на народа и господар на Мантуа (1369 – 1382), син на господаря на Мантуа Гуидо Гонзага, от когото има син и дъщеря;
- Алдобрандино III д’Есте (* 14 септември 1335, Ферара; † 3 ноември 1361, пак там), от 1352 до смъртта си господар на Ферара и на Модена; ∞ 1351 за Беатриче да Камино († 1388), дъщеря на Рицардо VI да Камино, граф на Кенеда ди Сопра, господар на Тревизо, и на Верде дела Скала от Верона, от която има син и дъщеря;
- Елиза д'Есте (* 1337, † 1349)
- Николо II д’Есте (* 17 май 1338, Ферара; † 26 март 1388, пак там), маркиз на Ферара, Модена и Парма от 1361 г. до смъртта си; ∞ 19 май 1362 за Верде дела Скала († 1394), дъщеря на Мастино II дела Скала, господар на Верона, от която има дъщеря;
- Ацо д'Есте (* 1340, † 1349)
- Фолко д'Есте (* 1342, † 1356)
- Костанца д'Есте (* 1343, † 1391), ∞ 1362 за Галеото Малатеста, познат като Малатеста Унгаро (* юни 1327; † юли 1372, Римини), кондотиер, капитан на народа и господар на Римини (1363 – 1372) и на Йези, от когото няма деца.
- Хуго д'Есте (* 1344, † 1370)
- Алберто V д’Есте (* 27 февруари 1347, Ферара; † 30 юли 1393, пак там), от 1361 г. до смъртта си маркиз на Ферара и Модена, ∞ 1. 1391 за Джована де Роберти († 1393), дъщеря на неговия шамбелан кавалер Кабрино де Роберти, от която няма деца; ∞ 2. 1393 за Изота Албарезани (* 1355, Ферара; † 1393, пак там), дъщеря на Алберто Албарезани, от която има един син.

## В литературата
Красивата Липа от Болоня е спомената от Лудовико Ариосто в Песен XIII на поемата му „Бесният Орландо“.